# 1946 Walraven
1946 Walraven este un asteroid din centura principală, descoperit pe 8 august 1931 de Hendrik van Gent.